# Cavalleria pesant

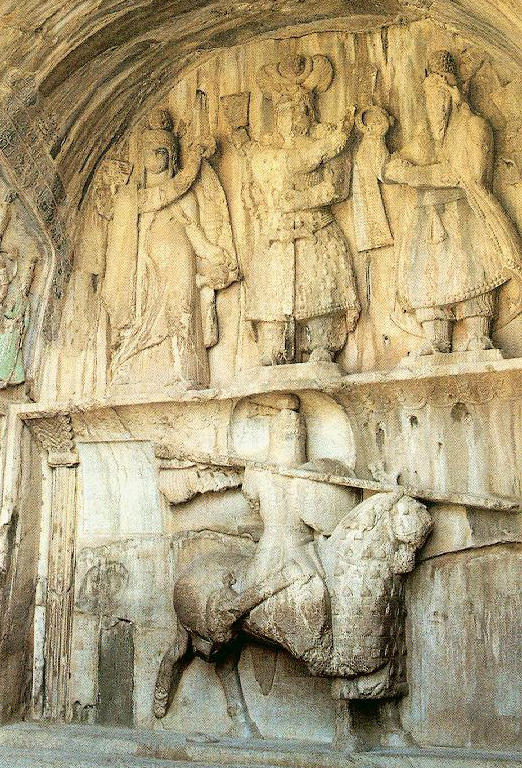
El relleu més antic que es coneix en què figura un cavaller amb armadura pesant, Imperi Sassànida, Taq-i Bostan, vora Kermansah, Iran (s. IV).

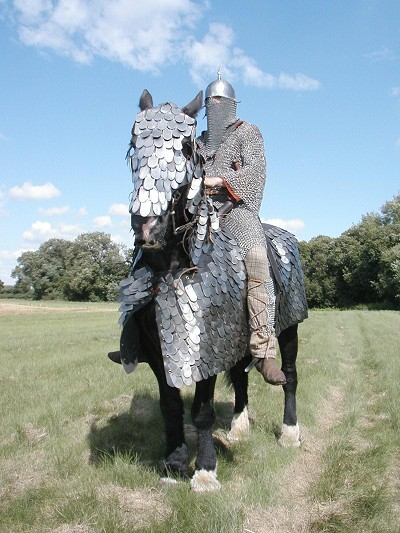
Reconstrucció d'una antiga unitat de cavalleria anomenada catafractes.

La cavalleria pesant  fou un tipus de cavalleria la funció principal de la qual consistia a entrar en combat directe amb les forces enemigues (tropes de xoc). Encara que el seu equip era molt divers, depenent de la regió i del període històric, estaven equipats sovint amb algun de cota de malla o armadura laminar, així com espasa, o bé maça, a més de llança.

## Història
L'organització sistemàtica de cavalleria pesant s'atribueix a Alexandre el Gran. De fet, ja n'hi havia Mesopotàmia des del 3000 aC, però era el carro la força predominant en la majoria dels exèrcits de la regió.
Cap a l'any 600 aC començà a usar-se la cavalleria blindada, encara que no va ser fins a l'època de la Grècia antiga quan emergeix la cavalleria pesant pròpiament dita.

## Grècia
Els antics grecs l'anomenaven κατάφρακτος (kataphraktos  pl.  kataphraktoí ), catafracta, que vol dir, aproximadament, "cobert, protegit" o "blindat".
El terme va ser pres després pels romans (l'adaptació llatina de l'Imperi Romà és  cataphractarii ) i fins a l'edat mitjana a Europa es continuà utilitzant-se el terme per a designar la cavalleria blindada. No obstant això, com amb altres tipus de cavalleria, la cavalleria pesant no s'emprava en qualsevol guerra entre les ciutats estats gregues, principalmene a causa del terreny muntanyós de la Grècia central.
L'excepció va ser al nord de Grècia, on les grans àrees de pastures haurien fet la cavalleria pesant molt més pràctica. Finalment, la topada amb la cavalleria persa obligà els grecs a crear cavalleria pròpia, l'hippeis, cos compost en la seva majoria dels ciutadans de classe alta que es podien permetre el luxe de mantenir un cavall. La cavalleria va tenir un paper cada vegada més gran en les guerres gregues, encara que les seves funcions es limitaven a explorar, escaramusses i seguiment.
El desenvolupament de la sella, així com les races de cavalls cada vegada més grans, menaren a la creació de la cavalleria macedònia, desenvolupada durant el regnat de Filip II de Macedònia i posteriorment utilitzada amb gran eficàcia pel seu fill, Alexandre el Gran. Tant pel paper que va tenir com per l'equip que feia servir, pot ser considerada la primera cavalleria pesant.

## Perses
L'Imperi Persa assenyala el primer ús registrat d'aquesta cavalleria en la guerra, i es creu que ha donat origen a la tradició dels llancers catafractes fortament blindats. Aquests tenien una funció diferent de la cavalleria pesant ordinària: s'utilitzava principalment com a força d'assalt d'elit, per a colpejar les formacions d'infanteria o, fins i tot, en un doble paper: com a arquers a cavall i catafractes.
Amià Marcel·lí, general romà i historiador, el qual va servir en l'exèrcit de Constanci II a la Gàl·lia i a Pèrsia, descriu així el cavaller persa així:
| « | "Els genets perses eren davant nostre en files atapeïdes bandes de cota de malla, en ordre tancat, de tal manera que la brillantor dels cossos en moviment coberts de plaques de ferro muntades juntes, enlluernava els ulls d'aquells que els miraven, mentre que tota la multitud de cavalls estava protegida per revestiments de cuir. " | » |

## Edat mitjana
Al segle xiii, els ballesters genovesos i els arbalesters francesos van causar un gran impacte i van obligar a incrementar l'armadura de la cavalleria.

## Edats Moderna i Contemporània
En el segle xvii s'estableix de forma oficial i sistemàtica la distinció entre cavalleria lleugera i cavalleria pesant. Aquesta darrera constava de cuirassers, granaders de cavalleria, etc.